# Spilosoma bisecta
Spilosoma bisecta är en fjärilsart som beskrevs av John Henry Leech 1899. Spilosoma bisecta ingår i släktet Spilosoma och familjen björnspinnare. Inga underarter finns listade i Catalogue of Life.